# Club Dread
Club Dread (también conocida como Broken Lizard's Club Dread o como Club Desmadre en España) es una película de 2004 escrita por el grupo Broken Lizard, quiénes también crearon Super Troopers. Es dirigida por Jay Chandrasekhar, uno de los miembros del grupo.

## Argumento
Cuando un asesino en serie interrumpe la diversión en el Club Dread, un club para gente moderna situado en una isla paradisíaca, los trabajadores del club intentarán detener a este sin que los huéspedes de la isla sepan lo que ocurre, ya que de lo contrario abandonarían el lugar y se acabaría la fiesta.
Con el tiempo, comienzan a descubrir que el asesino conoce todos los escondites del club y el funcionamiento de todo, así que sospechan de que uno de ellos es el verdadero asesino, llegando a un punto en el que desconfían uno de los otros.

## Elenco
- Brittany Daniel como Jenny.
- Jay Chandrasekhar como Putman.
- Kevin Heffernan como Lars.
- Steve Lemme como Juan.
- Paul Soter como Dave.
- Erik Stolhanske como Sam.
- Jordan Ladd como Penelope.
- Bill Paxton como Coconut Pete.
- Greg Cipes como Trevor.
- M.C. Gainey como Hank.
- Lindsay Price como Yu.
- Julio Bekhor como Carlos.
- Samm Levine como Dirk.
- Dan Montgomery Jr. como Rolo
- Elena Lyons como Stacy.
- Tanja Reichert como Kellie.
- Richard Perello como Cliff.

## Estreno
- Estados Unidos: 27 de febrero de 2004
- España: 19 de marzo de 2004
- Alemania: 3 de junio de 2004
- Australia: 24 de junio de 2004
- Reino Unido: 2 de julio de 2004
- Italia: 6 de agosto de 2004
- Hungría: 6 de octubre de 2004 (video premiere)
- Islandia: 17 de noviembre de 2004 (video premiere)
- Argentina: 15 de diciembre de 2004 (video premiere)
- Países Bajos: 15 de febrero de 2005 (DVD premiere)
- Suecia: 3 de mayo de 2008 (TV premiere)

## Recepción
Ha tenido varias críticas, con 45% en Metacritic y 29% en Rotten Tomatoes. 

## Rodaje
La historia está ambientada en Costa Rica, pero la filmación tomó lugar en varias selvas de México.